# يولارا
يولارا (بالإنجليزية: Yulara)‏ هي مدينة في المنطقة الجنوبية من الإقليم الشمالي، أستراليا. تقع كمنطقة غير مدمجة داخل منطقة ماكدونيل. في تعداد 2016 كان عدد سكان يولارا 1099 في مساحة 103.33 كيلومتر مربع (39.90 ميل2). تبلغ 18 كيلومتر (11 ميل) عن طريق البر من موقع التراث العالمي أولورو (آيرز روك) و55 كيلومتر (34 ميل) من كاتا تجوتا (أولجاس). وهي تقع في دائرة ناخبي الإقليم الشمالي لجووجا والناخبين الفيدراليين في لينجياري.

## سكان
وجد الإحصاء الأسترالي لعام 2016 أن يولارا كان يبلغ عدد سكانها 1099 شخصًا والتي تتميز بالخصائص التالية:
- شكل السكان الأصليون وسكان جزر مضيق توريس 14.2٪ من السكان.
- 52.8٪ من الناس ولدوا في أستراليا و 62.6٪ من الناس يتحدثون الإنجليزية فقط في المنزل.
- كان الرد الأكثر شيوعًا على الدين هو «لا دين» بنسبة 38.4٪.

## مناخ
تتمتع ولاية يولارا بمناخ جاف وصحراوي مع صيف حار طويل وشتاء قصير بارد مع قلة هطول الأمطار على مدار العام. قد يحدث الصقيع أحيانًا في بعض صباحات الشتاء.

## وصلات خارجية
- صورة القمر الصناعي من خرائط جوجل
- كلية نيانجاتجاتجارا، يولارا